# Вікінги
Ві́кінги (від давньоскан. vikingr, «пірат») — у VIII—XI століттях воїни-мореплавці зі Скандинавії. Справили значний вплив на хід європейської історії. Займалися розбоєм і торгівлею в Європі, Західній Азії та Північній Африці. Протягом IX—XI століть колонізували значні регіони Європи: Східну Англію, Нормандію, Ісландію, Фарерські та Шетландські острови, Сицилію, Київську Русь тощо.
Складалися, переважно, з данців, норвежців і шведів. Первісно сповідували скандинавське язичництво; протягом Х—ХІ століть навернулися до християнства. Через тогочасне перенаселення Скандинавії й відносну беззахисність сусідів здійснювали часті грабіжницькі набіги. На морі й річках використовували специфічні довгі веслово-вітрильні кораблі вікінгів. Нападали і плюндрували міста і поселення, розташовані в прибережній зоні. Очолювалися ватажками-землевласниками або головами родів. У вільний від походів час займалися землеробством і торгівлею.
Розвинули Дніпровський і Волзький торгові шляхи [джерело?]. Першими з європейців середньовіччя досягли Гренландії і Північної Америки. Епос вікінгів зберігся у сагах. Період їхньої експансії у 793—1066 роках називають в історіографії добою вікінгів. Також — нормани, дани, варанги, варяги.

## Дослідження вікінгів
Знання про історичну спадщину вікінгів поповнюються завдяки таким науковим напрямам, як:
- джерелознавство — дослідження як письмових джерел (хронік та ін.), так і усних (саги)
- археологія — археологія вікінзьких осель та міст, могили та поховання вікінгів, рунічні камені, підводна археологія (підняття та реконструкція вікінзьких човнів)
- етимологія, ономастика — нордичні топоніми та гідроніми (назви річок-озер та населених пунктів, що залишилися від вікінгів дотепер).

## Географія первісного розселення
Первісний ареал розселення племен «вікінгів» — Балтійське узбережжя Норвегії, Швеції та Данії.
Оскільки вікінги здійснювали географічну експансію переважно водними шляхами, в європейській історіографії панує точка зору, що ця експансія стала можливою лише завдяки винаходу специфічного «транспортного засобу» — корабля вікінгів.

## Уклад життя та господарство
Землі, заселені вікінгами, були гористі та лісисті — і мало придатні для хліборобства. Общини вікінгів мешкали малими оселями, керували якими так звані «ярли» — найбагатші землевласники. Деякі вікінги мали рабів («тралів»), але здебільшого всі вони були вільними («карлами»). За ментальністю вікінги мали жорстокий норов, були міцні тілом, звиклими до труднощів. Вони дбали за укріплення свого шлюбу та родинних зв'язків, були взірцевими батьками своїх родин[неавторитетне джерело].
Вікінги одягалися в товстий та теплий одяг. Часто свій одяг вони змащували різними смолами, щоб захиститися від води та зберегти тепло. Під час походів надягали кольчугу та сталеві шоломи. Досі не доведено те, що вікінги носили шоломи з рогами, бо всі знайдені шоломи були округлими і лише ритуальні шоломи були у формі птахів та інших тварин. Часто волосся вікінгів не вміщалося під шолом через те, що вони його не стригли, так само як і бороди, це вважалося ганебно. Тільки справжні воїни носили довге волосся та бороду, зрадникам та тим, хто втікав з поля бою, обпалювали волосся.
З початку 700-х років у зв'язку з ростом населення (демографічний вибух) кількість вільної придатної для господарювання землі почала зменшуватися. До того ж, у вікінгів існувала традиція, згідно з якою наслідування землі і всього майна переходило тільки до першого сина, інші ж — другі і треті сини — не одержавши нічого, вирушали на пошуки нових родючих земель. Були це воїни-пірати, чия зброя складалася із важкого меча й сокири, якими вікінги володіли майстерно: вони грабували кораблі, мирні поселення, монастирі й навіть окремі міста. Зазвичай вікінги зганяли на берег і забивали худобу, вели людей у рабство, а тих, хто пручався, вбивали.
«Доба вікінгів» — це час морського і річкового піратства і работоргівлі.

## Мореплавство як вирішальний чинник

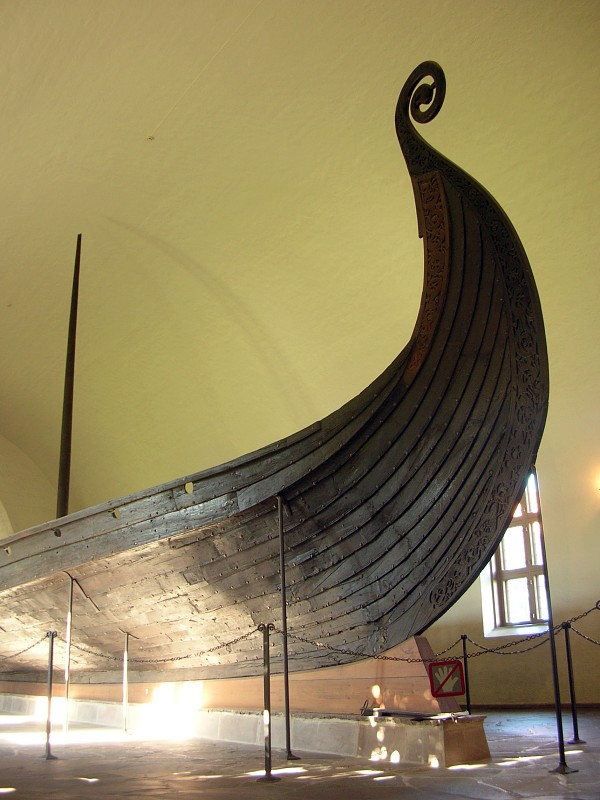
Ніс Озеберського корабля (Музей кораблів вікінгів, Осло).

Вікінги були майстерними суднобудівниками, і кораблі вікінгів— бойові довгі кораблі і торгові кнори та бірдини були найдосконалішими суднами свого часу. Оскільки в скандинавському суспільстві було заведено ховати воїнів разом з їхніми човнами, археологи мають непогане уявлення про характеристики кораблів вікінгів. В Осло, Роскілле і деяких інших містах відкриті спеціалізовані музеї. До найвідоміших зразків довгих кораблів вікінгів, що дійшли до наших часів належать Гокстадський і Озеберзький кораблі. Обидва були виявлені понад сто років тому і нині експонуються у Музеї кораблів вікінгів в Осло. Із саг відомо, що в бій кораблі ходили під стягом із зображенням чорного ворона. Флот вікінгів складався переважно з бойових кораблів, які через свою форму називалися довгими кораблями, і з торгових суден— кнорів та бірдинів. Бойові кораблі і торгові судна дозволяли чоловікам відвідувати заморські країни, а переселенці і дослідники перетинали море в пошуках нових земель і багатств. Численні річки, озера та інші водні шляхи Скандинавії давали вікінгам простий і зручний спосіб пересування. У Східній Європі в умовах численних волоків були поширені човни-довбанки, які були розраховані для заходу в мілководні річки і причалу до пологих берегів, що дозволяло вікінгам дуже швидко пересуватися і заставати своїх ворогів зненацька.

## Військова тактика

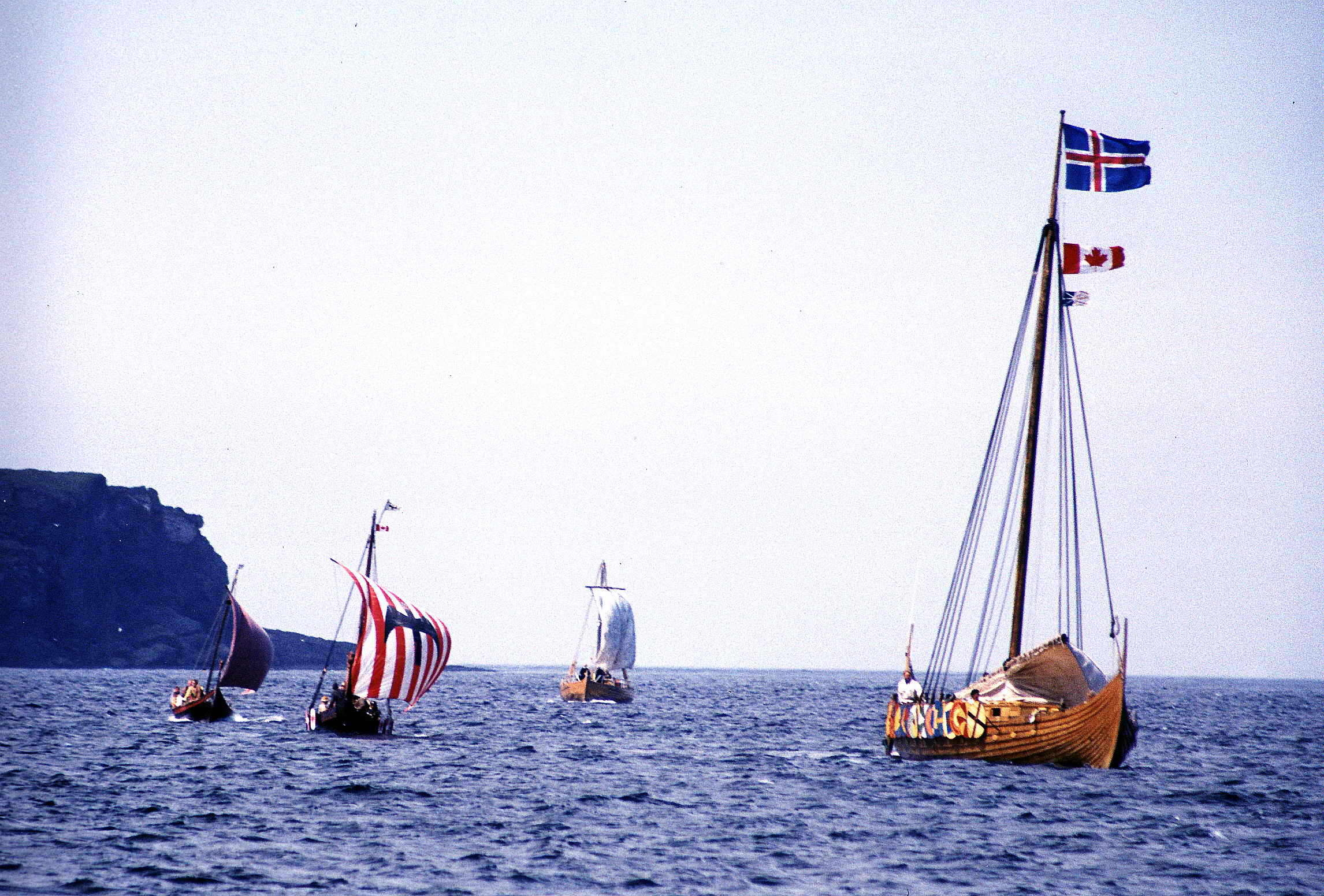
Макети кораблів вікінгів берегів Ньюфаундленду.

- 793 рік — вікінги пограбували англосаксонський монастир святого Кутберта на північному сході острова Ліндісфарн.
- 794 рік — вікінги напали на монастир у Джарроу у північно-східній Англії.
- 795 рік — були здійснені набіги на монастир на острові Йона та в Ірландію.
- 799 рік — було здійснено набіги на південний захід Франкії.
- 800 рік — вікінги освоїли Шетландські та Оркнейські острови.
- 810 рік — данці напали на Фризію.
- 812 рік — початок громадянської війни за датський трон.
- 830 рік — почастішали набіги на Франкію та Британські Острови
- 834 рік — відбуваються набіги на Дорестад Фризія.
- 839 рік — вікінги заснували королівство в Ірландії зі столицею в Дублині.
- 841 рік — вторгнення в долину нижньої Сени, захоплення та розграбування Руана.
- 844 рік — вікінги досягли Лісабона на Піренейському півострові і пограбували Тулузу.
- 845 рік — вікінги пограбували Гамбург та Париж.
- 850 рік — дані здійснили набіг на Англію.
- 860 рік — вікінги відкрили острів Ісландія; стали відбуватися набіги на Північну Африку та Італію.
- 861 рік — вікінги дісталися Пампелуни в Піренеях і полонили місцевого правителя.
- 865 рік — напад вікінгів на Нортумбрію.
- 867 рік — «Велика армія» заволоділа Нортумбрію, страчував короля Нортумбрії Еллу.

- 870 рік  — вікінг Інгольф Арнарсон засновує перше поселення в Ісландії (Рейк'явік).

- Між 870 і 890 роками — вікінги відкривають гирло Північної Двіни джерело не вказано 2249 днів (Біармія).
- 872 рік — Гаральд I Прекрасноволосий, об'єднавши частину норвезькі землі, стає першим королем Норвегії.
- 875 рік — вікінги вперше відвідали Гренландію.

- 878 рік — англосаксонський король Вессекса Альфред Великий розбиває дан при Ейджінгтоні (Есцедуні).

- 885 рік — величезний флот вікінгів обложив Париж.
- 886 рік — утворилась область датського права
- 891 рік — вікінги під проводом Сігурда спочатку в битві на річці Гейле (поблизу Монатсеря) розбивають військо короля східних франків Арнульфа, але потім зазнають поразки в битві при Левені.
- 911 рік — Сен-Клер-сюр-Ептський договір передав до рук норманського вождя Роллона територію Нормандії.
- 912 рік — Інгвар Старий стал першим князем Русі
- 917 рік — вікінги на чолі з Інгвартом напали на Абасидів
- 936 рік — Кнуд I Гардекнуд став першим правителем усієї Данії.
- 937 рік — відбулася битва при Брунабурзі. Перемога англосаксонського короля Етельстану над данами та норвежцями.
- 945 рік — Гаральд I Синьозубий стає королем Данії.
- 965 рік — Гаральд I Синьозубий приймає християнську віру.
- 968 рік — пірати-вікінги не вперше розорили Галісію, вбили єпископа Компостельського.
- 980 рік — відновилися набіги на Англію.
- 980 рік — за наказом короля в Данії зводяться королівські фортеці біля Треллеборга та Фюрката.
- 980 рік — перша згадка про князювання Рогволода в Полоцьку.
- 986 рік — вікінги досягли берега Північної Америки Вінланд.
- 991 рік — відбувається битва при Молдоні в Англії, в якій вікінги Олафа I Трюггвасона вбивають Ярла Біртнота.
- 999 рік — Олаф I Трюггвасон навертає норвежців у християнську віру.

- 1000 рік — відбувається морська битва у Свольдера, в якому Олаф I Трюггвасон гине.
- 1000 рік — почалися спроби вікінгів колонізувати Вінланд. Близько цього року приймає християнство Ісландія
- 1013 рік — Свен Вілобородий остаточно завоював Англію.
- 1013 по 1042 — данці правлять Англією.
- 1036 рік — відбувається битва при Стікластадірі в Норвегії, в якій гине король Олав IІ Святий.
- 1036-1042 — роках ярл Інгвар Мандрівник здійснив останній варязький похід у Каспійське море, і, можливо, побував у Східній Грузії.
- 1059 рік — нормандці вторглися на Сицилію в травні  і атакували Мессіну , взявши її без бою. Потім Роберт, Рожер і Ібн ат-Тімнах, що прийшов їм на допомогу, рушили в центральну частину острова, де взяли ряд міст. Незабаром у Апулії виникли проблеми і Роберт поспіхом повернувся на материк. Перед від'їздом він збудував фортецю Сан-Марко-д'Алунціо  - перший нормандський замок на Сицилії.
- 1066 рік, 25 вересням — норвезький король Гаральд Суровий, зять конунга Ярослейва Хромого, вторгся в Англію і був убитий у битві при Стемфорд-Бріджі.

## Суспільний лад

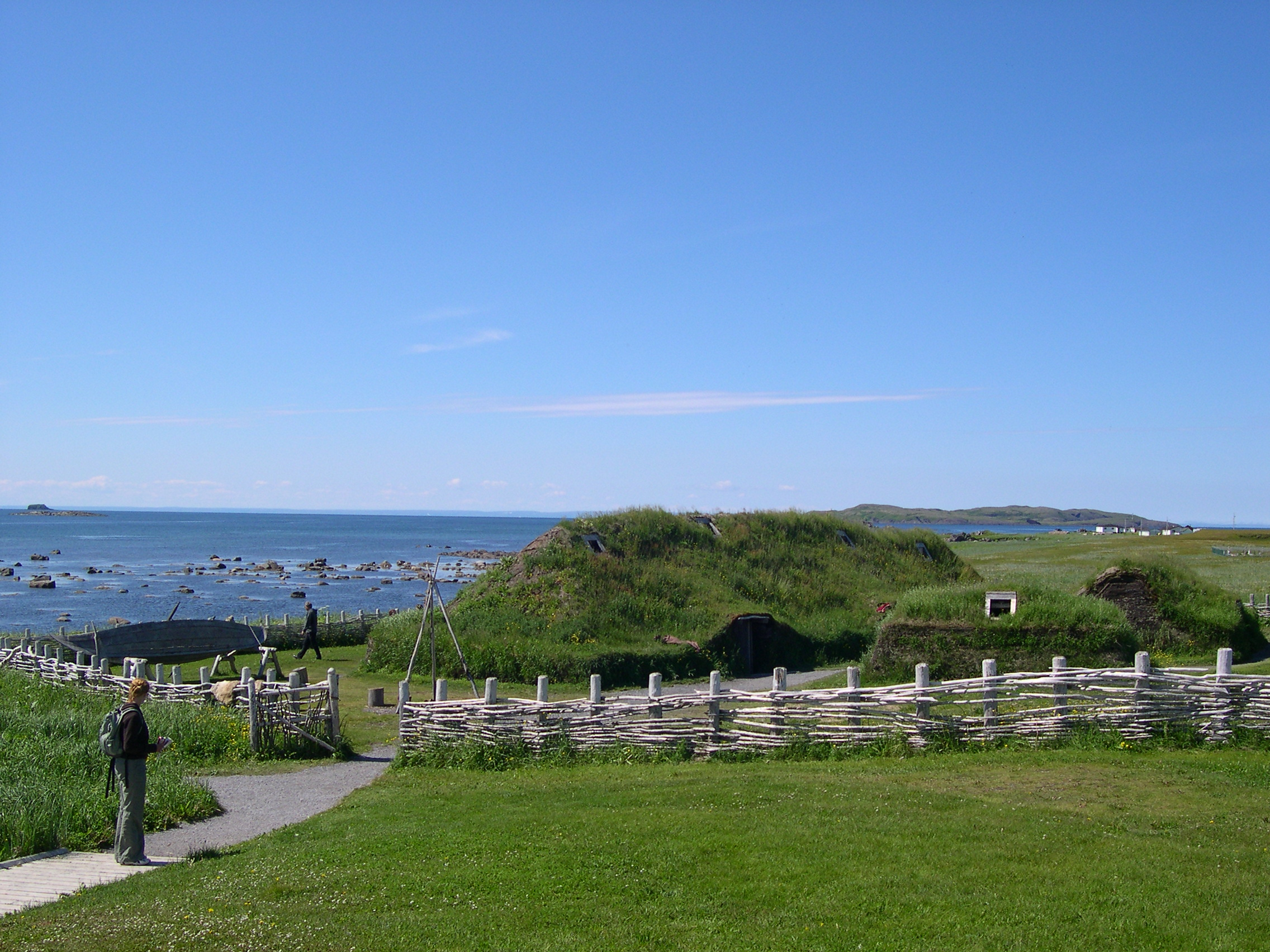
Типова оселя вікінгів (Археол. реконструкція). Селище L'Anse aux Meadows, Півн. Америка

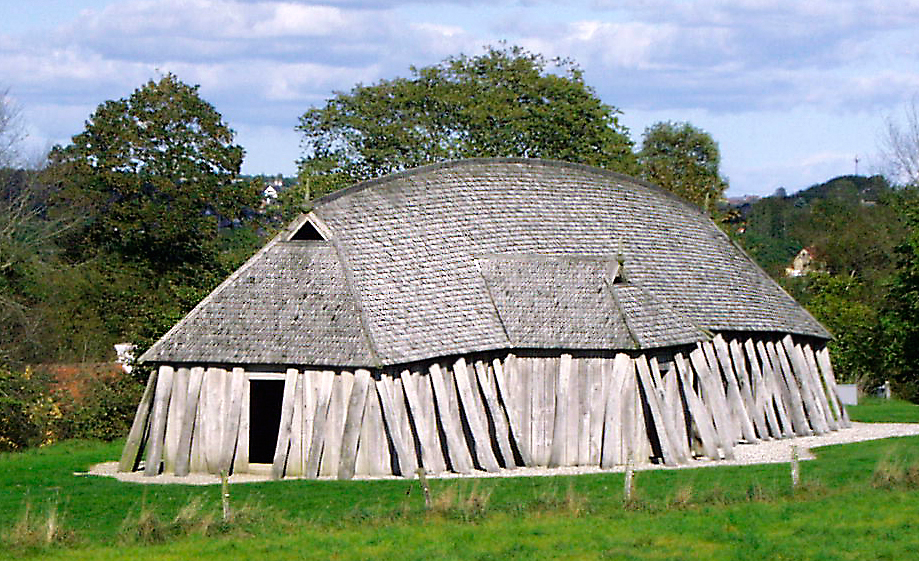
Реконструкція данського житла часів вікінгів.

Суспільний устрій в епоху вікінгів зовсім не надавав усім рівних можливостей. Хоча класові відмінності не носили абсолютного характеру, маси були чітко відділені від тих, хто мав владу.
Раби, або серви, належали до нижчого прошарку суспільства, хоча вони не обов'язково були такими від народження. Банкрути, полонені, діти рабів — виконували найбруднішу роботу на фермах своїх господарів. Їх продавали і купували, як рухоме майно. Все, звичайно, залежало від господаря: життя раба могло і не бути безпросвітним. У деяких випадках раб навіть міг наполегливою працею здобути свободу.
На наступній сходинці знаходились карли, або вільні селяни, які наймались на роботу до землевласників або господарів, а іноді володіли власними шматочками землі. До цього ж класу належали ремісники, рибалки, дрібні торговці і наймані солдати.
Власники великих угідь належали до верхівки суспільства, аристократії. Їх називали ярлами, або князями. Найамбіційніші з них мріяли про королівську корону. Вони могли добитися успіху або, володіючи достатньою кількістю срібла, або використавши войовничість для розширення свого впливу. В будь-якому разі для досягнення своєї цілі представникам цього стану випадало йти на ризик.
Тому саме аристократи та їхні діти були справжніми вікінгами. Для таких людей «бути вікінгом» означало в супроводі своїх прибічників вирушити в далекі країни, здійснити там героїчні вчинки і повернутися додому з тріумфом і багатими трофеями. Награбоване можна було перетворювати в дари, привертаючи на свій бік дедалі більше нових прихильників з числа молодих, міцних селянських парубків. Це був свого роду трамплін, який давав змогу здійснити стрибок у вожді, і навіть на трон невеликого королівства.

## Політична активність та державотворення
Окрім вже вищеназваних країн (середньовічних феодальних королівств) Данія, Швеція та Норвегія, вікінги заселили острів Ісландію, де була пізніше створена держава, моноетнічне населення якої повністю складається з нащадків вікінгів або норманів.

### Англія
793 рік — пограбування монастиря Ліндісфарн норманами — початок «періоду вікінгів» на англійських землях.
838 рік — новий напад на Англію данців. Частішають напади вікінгів.
866 рік — починається планомірне завоювання данськими вікінгами Англії від Лондону та від острова Танет в гирлі Темзи. Англія на північ від Темзи стає країною, заселеною данцями (Денло), над якою данці панують з «п'ятьох замків» (в Східній Англії і Мерсії з 870 по 917 роки, в Нортумбрії з 876 по 926 роки). «П'ятьма замками» були міста Лінкольн, Ноттінгем, Дербі, Лестер і Стемфорд.
871-899 роки — правління короля Вессексу Альфреда I Великого, котрий бореться проти данців (при цьому споруджує замки та будує флот).
878 рік — перемога Альфреда Великого біля Едінгтона над данцями, але, уклавши мир, Альфред був змушений віддати північ і схід Англії данцям, залишивши собі лише Вессекс. Щоб запобігти завоюванню Англії данцями, Альфред споруджує замки та будує флот. 885 року Альфред здобуває Лондон, який він укріплює та домагається поділу території (прикордонна лінія Лондон — Честер). За його наступників Едуарда I Старшого (899-924 роки) й Етельстану (924-939 роки) підкорено данські території в Англії.
937 рік — перемога Етельстана над союзними данцями (з Дубліну), шотландцями і валлійцями біля Брунанбурга (місце розташування не відоме).
978-1016 роки — правління короля Етельреда Безрадного, що марно намагається за допомогою високої данини, яку він стягує зі своїх підданих як «данські гроші» (перший загальний податок), відвернути вторгнення данців, котрі завойовують усю Англію у 1013 році.
1016-1035 роки — правління данського короля Канута II Великого, якого англійці самі роблять королем і який перетворює Англію у висхідну базу для своєї Північноморської держави. Він одружується з вдовою Етельреда і стає християнином. Наділення землею його почту без суспільного відчуження. Данське військо, окрім особистої охорони, Канут відпускає на батьківщину. Відмова від державної єдності (створення нових герцогств, які очолюються Кнутовими родичами, а також і англійцями). Після смерті Канута до 1042 року правлять його сини.
1042-1066 роки — правління англосаксонського короля Едуарда III Сповідника, сина Етельреда, котрий у зв'язку з формуванням з норманів центральної гілки управління входить у суперечність з англосаксонською національною партією, очолюваною графом Годвіном Вессекським. По смерті Едуарда сина Годвіна Гарольда II обирають королем. 25 вересня 1066 року Гарольд перемагає норвежців під Стемфордбріджем.
14 жовтня 1066 рік — Битва при Гастінгсі, в якій Гарольд гине, зазнавши поразки від війська Вільгельма Завойовника, що висаджується в Англії і розпочинає Нормандське завоювання Англії. Після битви королем стає Вільгельм I Завойовник.

### Гренландія
Вікінги вперше закріпилися на півдні Гренландії з прибуттям на нову землю Еріка Торвальдссона, також відомого під іменем Еріка Рудого, який прибув до Гренландії у 982 році, після його вигнання з Ісландії. Невдовзі за ним прибули й інші, утворивши громади в Ейстрібіггрі та Вестрібіггрі, які процвітали протягом століть. Однак уже в XV ст. вікінги були змушені залишити Гренландію.
Раніше дослідники припускали, що такі фактори, як зміна клімату та економічні зрушення, ймовірно, змусили вікінгів покинути Гренландію. Згідно з новим дослідженням, результати якого були опубліковані 17 квітня 2023 року в науковому журналі «Proceedings of the National Academy of Sciences», ключову роль у залишенні вікінгами Гренландії зіграло підвищення рівня моря, яке занурило під воду кілометри берегової лінії. Між 14-м і 19-м століттями Європа та Північна Америка пережили період низьких температур, відомого як Малий льодовиковий період. За цих холодних умов Гренландський льодовиковий щит став більшим. У міру його просування, зростаюча вага обтяжувала грунт під ним, роблячи прибережні райони більш вразливими до затоплень. Водночас посилення гравітаційного тяжіння між льодовиковим щитом, що розширювався, і великими масами морського льоду виштовхувало більше морської води на узбережжя Гренландії. Ці два процеси могли спричинити широкомасштабні повені вздовж берегової лінії, де жили вікінги.
Вчені перевірили гіпотезу, змоделювавши наростання льоду на південному заході Гренландії за 400-річний період норвезької присутності й додавши ці розрахунки до моделі, що показує підвищення рівня моря за цей час. Потім проаналізували карти відомих місць перебування вікінгів, щоб побачити, як їхні висновки узгоджуються з археологічними даними, що свідчать про кінець присутності вікінгів у Гренландії. Створені моделі показали, що приблизно з 1000 до 1400 року підняття рівня моря навколо Гренландії затопило б поселень вікінгів на 3,3 метра, зачепивши близько 204 квадратних кілометрів прибережної землі — це не лише житлові будівлі, а й території, що використовувалися для землеробства та пасовищ.
Однак підвищення рівня моря, ймовірно, було не єдиною причиною того, що вікінги покинули Гренландію. Інші виклики також можуть призвести до розпаду спільнот, а поєднання низки чинників, таких як зміна клімату, соціальні заворушення, взаємодія з інуїтами (корінне населення, яке жило там ще до прибуття вікінгів) на півночі та виснаження ресурсів, могло підштовхнути вікінгів до того, щоб назавжди покинути свої поселення.

### Данія
Як відомо, Об'єднане Королівство Данії утворилось у VIII ст. як мореплавна держава у боротьбі за контроль над Балтійським морем. Підтвердженням присутності вікінгів на території сучасної Данії є останні археологічні розкопки та знайдення відповідних артефактів.
Так, восени 2022 року, група археологів-аматорів виявила скарб срібла вікінгів біля руїн замку вікінгів Фіркат у старовинному торговому місті Хобро в Північній Ютландії на півночі Данії. У скарбниці було понад 300 предметів, у тому числі срібні монети тієї епохи, а також шпильку для каблучки та декоровані кульові наконечники на срібному стрижні, які могли бути частиною великої кільцевої брошки. Подібні прикраси носили високопоставлені вікінги Ірландії, вони могли також належати єпископу чи навіть королю. Знахідки датуються Х ст. та відповідають тому часу, коли король Гаральд I Синьозубий об'єднав Данію та Норвегію. Вони будуть виставлені в Музеї Північної Ютландії (Nordjyske Museer) в місті Ольборзі, неподалік від місця виявлення скарбу, а потім — в Національному історичному музеї в столиці Копенгагені. Пошуковці сподіваються, що на місці знахідки можуть бути також виявлені стародавні будівлі вікінгів, такі як, наприклад, залишки Великого залу вікінгів.

### Ісландія

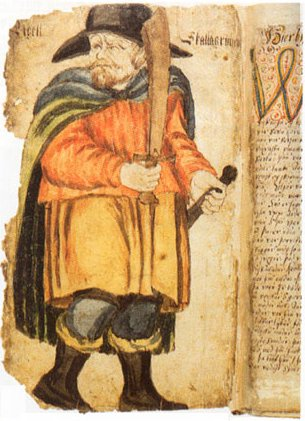
Зображення Егіля Скатлагрімссона в рукописі XVII століття.

Заселення Ісландії відбулося, коли люди почали переїжджати в країну, щоб жити в ній. До того в Ісландії — не було ні міст, ні людей, та майже не було тварин. Першим відомим постійним мешканцем Ісландії був Інгольф Арнарсон, який оселився на місці сучасного Рейк'явіку орієнтовно в 870 році. Впродовж періоду заселення Ісландії (870—930), тисячі людей, переважно з Норвегії, припливали до Ісландії. Чоловіки в супроводі дружин та рабів, деякі з них з Ірландії та Британських островів. Переселенці, яких часто називали вікінгами, привозили із собою худобу, знаряддя праці та обладнання. Вікінги з нордичних країн та Британських островів, як правило, пливли в інші країни, де влаштовували набіги на міста і села, а також викрадали людей. Вікінги в Ісландії — були насамперед фермерами. Однак вони також боролися між собою за честь і владу.
В 2021 році, археологи знайшли в Ісландії печеру, звідки на думку вікінгів, повинен був початися Рагнарок. Печера була розташована біля вулкана, що вивергався майже 1100 років тому. Під час виверження вікінги тільки колонізували Ісландію. Археологічні розкопки показали, що після того, як лава застигла, вікінги увійшли в печеру і побудували споруду у формі тури з каменів. Усередині цієї споруди вікінги спалювали кістки тварин, зокрема овець, кіз, коней, свиней як жертвопринесення. Можливо, це було зроблено для того, щоб запобігти Рагнароку. Історичні записи також зазначають, що вікінги пов'язували печеру з вогняним велетнем Суртом, який у підсумку став причиною серії подій, що призвели до Рагнароку. Згідно міфології, світ закінчиться, коли Сурт вб'є останнього з богів у битві, а потім спалить світ у полум'ї. «Поруч з кам'яною турою археологи виявили 63 намистини, три з яких були привезені з Іраку», — повідомив головний куратор Музею антропології Хаффенреффера Університету Брауна Кевін Сміт. Імовірно, вікінги залишали такі рідкісні речі в печері, щоб заспокоїти Сурта. За іншою версією, підношення повинні були надати більше сил богу Фрейру, який боровся з Суртом.
В 2023 році, археологи знайшли зображення корабля вікінгів, яке, можливо, є найдавнішим з виявлених в Ісландії. Відкриття було зроблено на археологічній ділянці поблизу села Стьодварфьордюр (Stöðvarfjörður), розташованого в муніципалітеті Ф'ярдабіггд на східному узбережжі Ісландії. Дослідження показують, що це місце було сезонним табором для риболовлі та полювання, а також для китобійного промислу та виробництва риб'ячого жиру. Згідно з хроніками, цю територію в IX ст. заселяв Þórhaddur «Старий» з міста Тронгейма (Норвегія), який мешкав там до своєї смерті. На знайденому зображенні розміром близько 1 см в ширину вигравійовано зображення корабля вікінгів під вітрилами в морі. Попри те, що такі зображення були поширені в скандинавських країнах, дослідники припускають, що відкриття Stöð є першим зафіксованим зображенням корабля в Ісландії та може бути найранішим зображенням, коли-небудь виявленим в країні на сьогоднішній день.

### Нижня Італія
У середині ХІ ст. в Сицилії вікінги при підтримці Папи Римського Миколая II створили власне королівство.
1059 року вікінги визнають на синоді в Мельфі папське ленне правління. Роберт Гюїскар стає їхнім герцогом (Dux Apuliae et Calabriae). Вікінги кладуть край пануванню візантійців у Південній Італії, а також арабів — на Сицилії: здобуття Мессіни (1061 року) та Палермо (1072 року). «Північні люди» (нормани) утворювали в цій державі дуже тонкий шар правлячої верстви, основне ж населення країни складали араби-мусульмани та євреї.
1130 року король Рожер II (правив у 1105-1154 роках) об'єднує Сицилію з Калабрією й Апулією (Rex Siciliae, Calabriae, Apuliae) і робить Палермо столицею. Також він здобув Амальфі (1137), Неаполь (1139) і Гаету.
1186 року король Німеччини Генріх VI (з швабської династії Штауфенів) одружується зі спадкоємницею сицилійського престолу Констанцією, дочкою Рожера ІІ і успадковує Сицилійську державу.

### Нормандія
896 рік — данські вікінги оселяються в гирлі Сени.
911 рік — угода Сен-Клер-сюр-Еп між сенськими вікінгами на чолі з Роллоном і франкським королем Карлом Простакуватим (правив у 898-923 роках): Роллон отримує землю як лен і бере на себе її охорону. Після свого хрещення у 912 році, він стає герцогом і васалом франкського короля, а його лен — герцогством. Таким чином на заході континентальної Європи нормани-вікінги створили власну державу — герцогство Нормандія. Нормандія входила до королівства західних франків, потім була васалом Англії.

### Польща
В 2023 році польські археологи знайшли на вершині пагорба на острові Волін у Балтійському морі залишки фортеці X ст.. Ця знахідка може допомогти відкрити одну з найбільших таємниць епохи вікінгів, а саме підтвердження факту, що вікінги створювали аванпости на балтійському узбережжі сучасної Польщі. Вони торгували сіллю, бурштином та забирали у рабство слов'ян. Але залишалось загадкою місце найбільшого поселення вікінгів у цьому районі. Місто та фортеця згадуються в історичних текстах з початку XII ст. під назвою Йомсборг. Можливо, вона була пов'язана з міфічним орденом найманців, відомим як Йомсвікінг. Теперішня знахідка могла бути саме цією фортецею. Ще у 1930-х роках група німецьких дослідників проводила розкопки на острові Волін, яка намагалася спростувати твердження поляків про те, що цю місцевість населяли слов'яни. Тоді дослідники знайшли декілька артефактів, але слідів фортеці вікінгів не знайшли.

### Київська Русь
Між 800 і 850 роками шведські вікінги розбудовують в районі між узбережжям Фінської затоки Балтійського моря та верхніх течій Дніпра й Волги (в районах Ладозького озера) мережу міст і фортець, що мала назву «гардаріки», (старо-шв. Gardarike — «міста»). Пізніше, у 862 році слов'янські і фінські племена, що проживали в районі Новгорода запросили на правління ватажка вікінгів Рюрика I. Його наступники створили, підкоривши значні території східних слов'ян, державу Київська Русь.[джерело?]

## Торгівля
Панування у VIII ст. та IX ст. у торгівлі євреїв (Середземномор'я та Схід) та фризів (у Європі) змінюється широкою торговою мережею вікінгів. Товарообмін відбувається морем та річками (перетягування човнів через невеличкі ділянки суходолу волоком).
Завдяки опановуванню руських торгових шляхів (Дніпром до Візантії, Волгою до арабського світу) світова торгівля переміщується до Швеції (шведський торговельний центр Бірка), а з 900 року — до Хайтхабу (Хедебю), що засновуються з метою панування над транзитним шляхом між південним сходом і заходом та для скорочення шляху. Більше значення, ніж торгівля з греками, має торгівля з арабами (срібло із Західного Туркестану й Афганістану: знахідка 40000 арабських срібних монет на Готланді).
Вікінги поставляють хутро, рабів (з балтійських, слов'янських і фінських земель) і прикраси з дорогоцінних металів. Торгівля вікінгів занепадає близько 1050 року. Срібло гарцьких копалень замінюється арабським срібним потоком (срібні копальні в східному халіфаті вичерпуються).

## Цікаві факти
В Канаді знайдено поселення вікінгів 1000 літньої давнини — городище Л'Анс-о-Медоуз. Що свідчить про те, що вікінги добралися до Північної Америки задовго до першого плавання Христофора Колумба (див. «Лейф Еріксон»).
Сучасні науковці не одноразово знаходили поселення вікінгів (вихідці північної Європи) на території Північної Америки. За висновками науковців, дані поселення були засновані за декілька століть до народження Христофора Колумба. Так одне з таких поселень було засновано на острові Ньюфаундленд, де вікінги жили там в 1021 році.
На початку 2023 року, у Норвегії виявили корабель, який, ймовірно, давніший за досі відомі мореплавські судна епохи вікінгів, а уся знахідка археологів суттєво доповнює знання про історію цієї доби. Судно розкопали, як елемент поховання на території муніципалітету Хармой, розташованого в районі Ставангеру. За припущеннями фахівців, цей корабель може бути давнішим на 50 років за Усеберзький корабель, який датували орієнтовно 820 роком н. е.
Влітку 2023 року, норвезька родина Гейландів в саду свого будинку в Сетесдалі виявила меч вікінгів. Дослідивши знахідку, історики з Музею історії культури в Осло дійшли висновку, що вона датується 800−900 роками н. е. Окрім неї, їм також вдалося знайти спис і прикраси, а також щось, схоже на надгробок. Похований у Сеетсдалі вікінг був заможним власником однієї з навколишніх ферм. Дослідники подякували господарям ділянки, що ті зв'язалися з ними і допомогли відновити частину культурної спадщини Норвегії.
16 вересня 2023 року, під час розкопок старої парафіяльної церкви Гован-Олд у портовому місті Глазго, що у західній низовині Шотландії, було знайдено ранньосередньовічний камінь з епохи вікінгів, який отримав назву «Воїн Гована».

### Монографії
- Андрощук Ф. О. Від вікінгів до Русі. — Київ: Laurus, 2022.
- Андрощук Ф. О. Гаральд Суворий — останній вікінг. — Київ: Laurus, 2020.